# 장롱

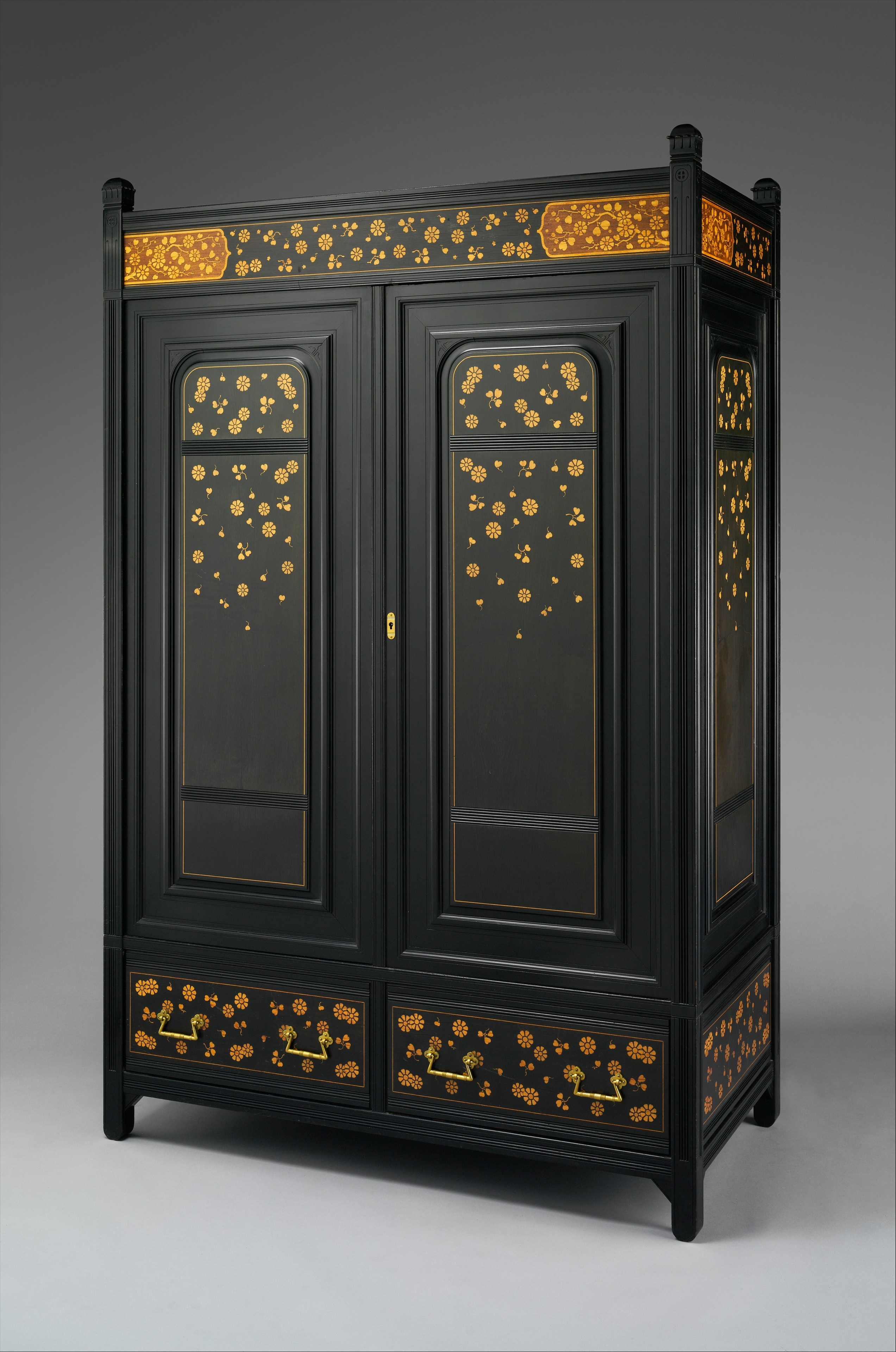
장롱

장롱(欌籠)은 수납할 수 있는 가구의 총칭이다. 본래 장과 농을 합쳐 부르던 것이었지만, 현대에 들어서 수납가구의 총칭으로 변형되었다. 유의어는 옷장이다.
장롱은 아르무아르(armoire) 또는 알미라(almirah)라고도 불리며, 옷을 보관하는 데 사용되는 입식 장롱이다. 최초의 장롱은 서랍장이었고, 왕궁과 유력 귀족들의 성에서 어느 정도 사치가 확립된 후에야 비로소 귀족들의 의복을 위한 별도의 공간이 마련되었다. 이후 벽 공간이 장롱과 사물함으로 가득 찬 방을 지칭하게 되었는데, 서랍은 비교적 현대적인 발명품이었다. 이러한 찬장과 사물함에서 걸이 공간, 미닫이 선반, 서랍이 있는 현대의 장롱은 서서히 발전했다.
장롱의 형태가 시대적으로 변화하는 동안에도 장롱은 왕의 옷을 보관하는 장소라는 본래의 기능을 거의 유지해 왔다. 이 단어는 여러 세대에 걸쳐 통치자를 위한 금과 같은 귀중한 물품을 보관하는 독립적인 창고라는 의미로 사용되었으며, 특히 에드워드 1세 시대에 두드러지게 나타났다. 장롱은 또한 금속 막대에 옷을 걸거나 위에서 아래로 이어지는 다용도 선반 안에 옷을 넣어두는 소박한 파티오이기도 한다. 현대 장롱은 삼중 칸막이 구조라는 점에서 과거 장롱과 한 가지 차이점이 있다. 양쪽에 선반이 있는 두 개의 선형 수납공간과, 걸이용 못과 서랍으로 구성된 가운데 공간이 있는데, 이 서랍은 후대에 추가된 것으로, 장롱 높이와 같은 높이의 중앙 위쪽 공간에는 다리미가 있다.
또한, 아르무아르는 성인의 팔 길이보다 넓은 장롱인 반면, 장롱은 그보다 작다.

## 같이 보기
- 벽장
- 장 (가구)